# Xantat

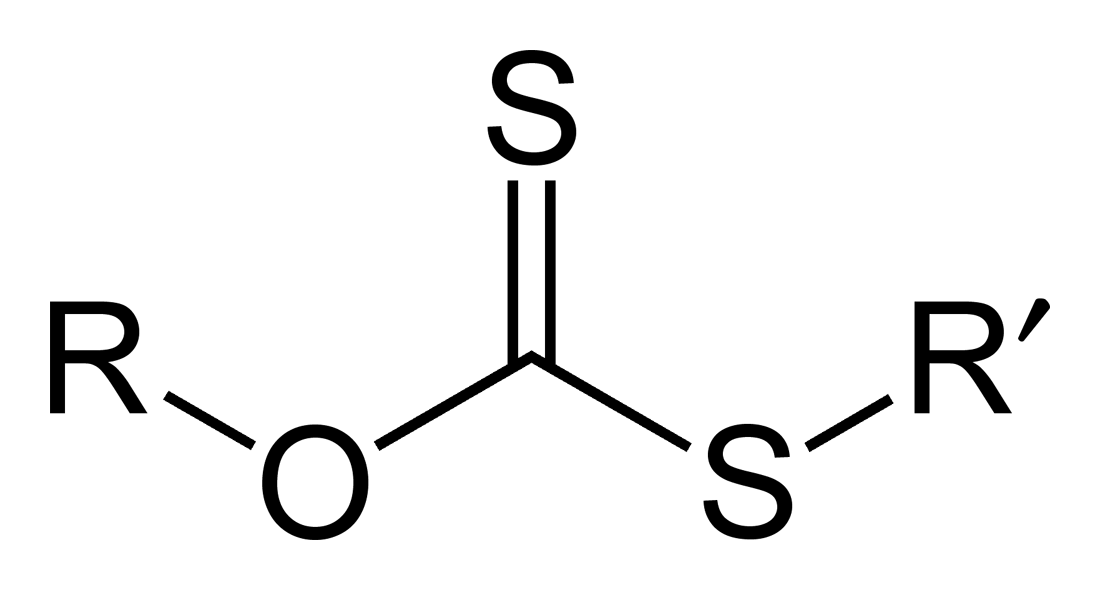
Estructura molecular del xantat.

Xantat normalment es refereix a una Sal química amb la fórmula ROCS₂-M+ (R = alquil; M+ = Na+, K+). El nom xanthates deriva del grec ξανθός 'ksantʰós' que significa daurat groguenc i de fet moltes sals de xantat són grogues. Aquest compost sulfurat és important en la producció de cel·lofà i polímers relacionats de la cel·lulosa i en la mineria per extreure alguns minerals. Són també intermediaris en la síntesi orgànica
Els xantats també es poden referir als èsters de l'àcid xàntic les quals tenen l'estructura ROC(=S)SR'.

## Formació i estructura
Les sals de xantat es produeixen per reacció d'un alcohol amb sodi o hidròxid de potassi i sulfur de carboni:
Algunes sals de xantat comercialment importants inclouen:
- Etil sodi de xantat (SEX), CH₃CH₂OCS₂Na,
- Xantat d'etil potassi, CH₃CH₂OCS₂K,
- Xantat d'isopropik de sodi (SIPX)

## Impacte medioambiental
Els xantats poden ser tòxics en la vida aquàtica a concentracions de menys d'1 mg/L. Es poden contaminar les aigües provinents de la mineria.